# Nossa Senhora de Fátima (Entroncamento)
Nossa Senhora de Fátima es una freguesia portuguesa del concelho de Entroncamento. Cuenta con 12630 habitantes (2011).